# C. Aubrey Smith

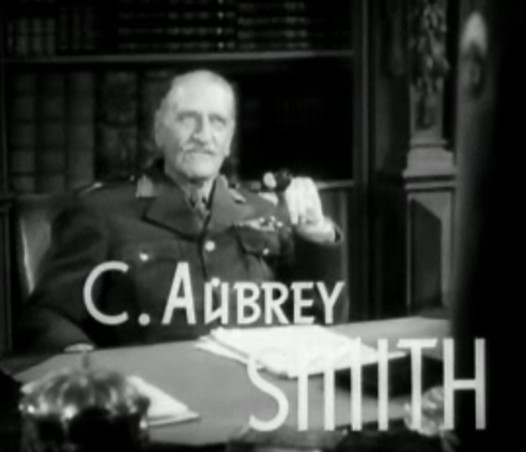
C. Aubrey Smith w scenie z filmu Pożegnalny walc(1940)

Charles Aubrey Smith, CBE (ur. 21 lipca 1863 w Londynie, zm. 20 grudnia 1948 w Beverly Hills) – angielski krykiecista testowy oraz aktor filmowy i teatralny.
W latach 1881–1884 studiował w St John’s College na Uniwersytecie Cambridge . Występował w drużynie reprezentacji Anglii w krykiecie. Został uhonorowany gwiazdą w Hollywoodzkiej Alei Gwiazd.

## Filmografia
- 1932: Człowiek-małpa jako James Parker
- 1932: Kochaj mnie dziś jako książę d'Artelines
- 1932: Złote sidła jako Adolph J. Giron
- 1932: Poranna chwała jako Robert Harley 'Bob' Hedges
- 1933: Królowa Krystyna jako Aage
- 1934: Dom Rotszyldów jako książę Wellington
- 1934: Kleopatra jako Enobarbus
- 1935: Bengali jako major Hamilton
- 1935: Chińskie morza jako sir Guy Wilmerding
- 1935: Wyprawy krzyżowe jako pustelnik
- 1936: Romeo i Julia jako pan Kapuleti
- 1936: Ogród Allaha jako ojciec J. Roubier
- 1936: Młody lord Fauntleroy jako hrabia Dorincourt
- 1937: Strzelec z Bengalu jako pułkownik Williams
- 1937: Więzień królewski jako pułkownik Zapt
- 1937: Huragan jako ojciec Paul
- 1939: East Side of Heaven jako Cyrus Barrett Senior
- 1939: Cztery pióra jako generał Burroughs
- 1939: Na zawsze twój jako Gramps (biskup Peabody)
- 1940: Rebeka jako pułkownik Julyan
- 1940: Pożegnalny walc jako książę
- 1941: Doktor Jekyll i pan Hyde jako biskup Manners
- 1943: Curie-Skłodowska jako lord Kelvin
- 1946: Sherlock Holmes: Pociąg do Edynburga jako dżentelmen na dworcu
- 1949: Małe kobietki jako pan James Lawrence